# Mol (Bèlgica)
Mol és un municipi belga de la província d'Anvers a la regió de Flandes. Limita al nord-oest amb Arendonk i Retie, al nord amb Dessel, a l'oest amb Geel, a l'est amb Lommel, al sud-oest amb Meerhout i al sud amb Balen.

## Seccions
| #    | Nom          | Superfície (km²) | Població (31/12/2008) |
| ---- | ------------ | ---------------- | --------------------- |
| I    | Centre       | 3,97             | 6.742                 |
| II   | Achterbos    | 5,41             | 3.786                 |
| III  | Donk         | 6,62             | 1.589                 |
| IV   | Ezaart       | 7,61             | 3.147                 |
| V    | Ginderbuiten | 2,61             | 3.319                 |
| VI   | Gompel       | 2,92             | 1.489                 |
| VII  | Heidehuizen  | 2,65             | 2.223                 |
| VIII | Millegem     | 11,92            | 3.376                 |
| IX   | Rauw         | 13,91            | 2.934                 |
| X    | Sluis        | 6,82             | 2.206                 |
| XI   | Wezel        | 5,32             | 2.750                 |
| XII  | Postel       | 44,43            | 208                   |

## Evolució de la població
Font: NIS

## Agermanaments
- Kall (1980)
- Santo Tomás (1985)
- Peja
- Kara Kara

## Personatges il·lustres
- Wilfried Peeters, ciclista.
- Tom Boonen, ciclista.